# Luciano Taccone
Pour les articles homonymes, voir Taccone.
Luciano Taccone, né le 29 mai 1989 à Buenos Aires en Argentine est un triathlète professionnel, champion panaméricain de triathlon (2016).

## Palmarès
Le tableau présente les résultats les plus significatifs (podium) obtenus sur le circuit national et international de triathlon depuis 2012,.
| Année | Compétition                                      | Pays      | Position           | Temps           |
| ----- | ------------------------------------------------ | --------- | ------------------ | --------------- |
| 2022  | Ironman 70.3 Pucón                               | Chili     | Médaille d'argent  | 3 h 54 min 42 s |
| 2022  | Challenge Puerto Varas                           | Chili     | Médaille de bronze | 4 h 26 min 57 s |
| 2021  | Ironman 70.3 Cozumel                             | Mexique   | Médaille de bronze | 3 h 54 min 35 s |
| 2019  | Jeux panaméricains                               | Pérou     | Médaille de bronze | 1 h 51 min 3 s  |
| 2019  | Coupe panaméricaine - Étape de Santos            | Brésil    | Médaille d'or      | 1 h 42 min 0 s  |
| 2018  | Coupe panaméricaine - Étape sprint de Montevideo | Uruguay   | Médaille d'or      | 55 min 31 s     |
| 2017  | Ironman 70.3 Pucón                               | Chili     | Médaille de bronze | 4 h 6 min 9 s   |
| 2016  | Championnats panaméricains de triathlon          | Argentine | Médaille d'or      | 1 h 45 min 36 s |
| 2016  | Coupe panaméricaine - Étape de Mendoza           | Argentine | Médaille d'or      | 1 h 50 min 1 s  |
| 2016  | Coupe panaméricaine - Étape de La Paz            | Argentine | Médaille d'or      | 1 h 52 min 5 s  |
| 2014  | Coupe du monde de triathlon - Étape de Huatulco  | Mexique   | Médaille d'or      | 2 h 1 min 58 s  |
| 2014  | Coupe panaméricaine - Étape de La Paz            | Argentine | Médaille d'or      | 2 h 1 min 58 s  |
| 2013  | Coupe du monde de triathlon - Étape de Huatulco  | Mexique   | Médaille d'argent  | 2 h 3 min 24 s  |
| 2013  | Coupe panaméricaine - Étape de Mendoza           | Argentine | Médaille d'or      | 1 h 48 min 54 s |
| 2013  | Championnat d'Argentine                          | Argentine | Médaille d'or      | 1 h 48 min 54 s |
| 2013  | Coupe panaméricaine - Étape de La Paz            | Argentine | Médaille d'or      | 1 h 59 min 26 s |
| 2012  | Coupe panaméricaine - Étape d'Ilheus-Bahia       | Brésil    | Médaille d'or      | 1 h 51 min 57 s |
| 2012  | Coupe panaméricaine - Étape de Salinas           | Colombie  | Médaille d'or      | 1 h 47 min 47 s |